# العلاقات المالديفية النيبالية
العلاقات المالديفية النيبالية هي العلاقات الثنائية التي تجمع بين المالديف ونيبال.

## مقارنة بين البلدين
هذه مقارنة عامة ومرجعية للدولتين:
| وجه المقارنة                                              | [[تصنيف:صفحات تستخدم رمز علم غير موجود\|]] المالديف | نيبال                               |
| --------------------------------------------------------- | --------------------------------------------------- | ----------------------------------- |
| المساحة (كم2)                                             | 298                                                 | 147.18 ألف                          |
| عدد السكان (نسمة)                                         | 436.33 ألف                                          | 29.40 مليون                         |
| الكثافة السكانية (ن./كم²)                                 | 146.42 ألف                                          | 199.76                              |
| العاصمة                                                   | ماليه                                               | كاتماندو                            |
| اللغة الرسمية                                             | اللغة الديفهي                                       | اللغة النيبالية                     |
| العملة                                                    | روفيه مالديفية                                      | روبية نيبالية                       |
| الناتج المحلي الإجمالي (بليون دولار)                      | 4.60 مليار                                          | 24.47 مليار                         |
| الناتج المحلي الإجمالي (تعادل القوة الشرائية) بليون دولار | 5.23 مليار                                          | 70.20 مليار                         |
| الناتج المحلي الإجمالي الاسمي للفرد دولار أمريكي          | 8.39 ألف                                            | 743                                 |
| الناتج المحلي الإجمالي للفرد دولار أمريكي                 | 12.53 ألف                                           | 2.37 ألف                            |
| مؤشر التنمية البشرية                                      | 0.706                                               | 0.548                               |
| رمز المكالمات الدولي                                      | +960                                                | +977                                |
| رمز الإنترنت                                              | .mv                                                 | .np                                 |
| المنطقة الزمنية                                           | ت ع م+05:00                                         | ت ع م+05:45، التوقيت الموحد لنيبال ‏ |

## منظمات دولية مشتركة
يشترك البلدان في عضوية مجموعة من المنظمات الدولية، منها:
| علم المنظمة | اسم المنظمة                        | تاريخ انضمام المالديف | تاريخ انضمام نيبال |
| ----------- | ---------------------------------- | --------------------- | ------------------ |
|             | مؤسسة التنمية الدولية              | 13 يناير 1978         | 6 مارس 1963        |
|             | منظمة التجارة العالمية             | ?                     | ?                  |
|             | مؤسسة التمويل الدولية              | 2 فبراير 1983         | 7 يناير 1966       |
|             | منظمة حظر الأسلحة الكيميائية       | ?                     | ?                  |
|             | الأمم المتحدة                      | 21 سبتمبر 1965        | 14 ديسمبر 1955     |
|             | منظمة الشرطة الجنائية الدولية      | ?                     | ?                  |
|             | البنك الدولي للإنشاء والتعمير      | 13 يناير 1978         | 6 سبتمبر 1961      |
|             | الاتحاد البريدي العالمي            | ?                     | ?                  |
|             | وكالة ضمان الاستثمار متعدد الأطراف | 19 مايو 2005          | 9 فبراير 1994      |
|             | بنك التنمية الآسيوي                | 1978                  | 1966               |
|             | يونسكو                             | 18 يوليو 1980         | 1 مايو 1953        |

## وصلات خارجية
- موقع وزارة الخارجية المالديفية
- موقع وزارة الخارجية النيبالية